# Đám rối thần kinh cổ
Cervical plexus (gọi tắt là Đám rối cổ) là một mạng lưới được tạo bởi nhánh trước của bốn thần kinh sống cổ đầu tiên (C1, C2, C3, C4). Các nhánh trước này liên kết nới nhau thành các quai nối nằm trước cơ nâng vai và cơ bậc thang giữa, sau tĩnh mạch cảnh trong và cơ ức - đòn - chũm. Có sự nối tiếp của đám rối với thần kinh lang thang (thần kinh sọ X), thần kinh phụ (thần kinh sọ XI), thần kinh hạ thiệt (thần kinh sọ XII) và thân giao cảm.

## Các nhánh
Đám rối cổ tách ra thành các nhánh nông (nhánh bì) đi tới da và các nhánh sâu; các nhánh sau bao gồm các nhánh cơ và các nhánh nối.
| Thần kinh (tiếng Việt)  | Thần kinh (tiếng Việt) | Rễ | Chi phối |
| 4 nhánh nông (nhánh bì) | 4 nhánh nông (nhánh bì) | 4 nhánh nông (nhánh bì) | 4 nhánh nông (nhánh bì) |
| ----------------------- | --- | --- | --- |
| Thần kinh chẩm nhỏ      | Thần kinh chẩm nhỏ | C2 | da phần bên vùng chẩm da mặt trong loa tai |
| Thần kinh tai lớn       | Thần kinh tai lớn | C2, C3 | nhánh trước: vùng da phủ tuyến mang tai nhánh sau: vùng da phủ mỏm chũm và cả hai mặt của loa tai |
| Thần kinh ngang cổ      | Thần kinh ngang cổ | C2, C3 | da phủ các mặt trước và bên của cổ, từ thân xương hàm dưới tới xương ức |
| Các thần kinh trên đòn  | Các thần kinh trên đòn | C3, C4 | da ở trên và ở dưới vùng cổ |
| Các nhánh sâu           | | | |
| Các nhánh nối           | Đám rối cổ tiếp nối với các thần kinh sọ X, XI, XII và thân giao cảm cổ. Quai nối giữa C1 và C2 tách ra nột nhánh nối với thần kinh hạ thiệt (thần kinh sọ XII). Những sợi trong nhánh này sau đó rời khỏi thần kinh hạ thiệt trong nhánh màng não, rễ trên quai cổ và các thần kinh tới cơ giáp - móng và cơ cằm - móng. | Đám rối cổ tiếp nối với các thần kinh sọ X, XI, XII và thân giao cảm cổ. Quai nối giữa C1 và C2 tách ra nột nhánh nối với thần kinh hạ thiệt (thần kinh sọ XII). Những sợi trong nhánh này sau đó rời khỏi thần kinh hạ thiệt trong nhánh màng não, rễ trên quai cổ và các thần kinh tới cơ giáp - móng và cơ cằm - móng. | Đám rối cổ tiếp nối với các thần kinh sọ X, XI, XII và thân giao cảm cổ. Quai nối giữa C1 và C2 tách ra nột nhánh nối với thần kinh hạ thiệt (thần kinh sọ XII). Những sợi trong nhánh này sau đó rời khỏi thần kinh hạ thiệt trong nhánh màng não, rễ trên quai cổ và các thần kinh tới cơ giáp - móng và cơ cằm - móng. |
| Các nhánh cơ            | Nhóm trong | C1 | cơ thẳng đầu bên |
| Các nhánh cơ            | Nhóm trong | C1, C2 | cơ thẳng đầu trước |
| Các nhánh cơ            | Nhóm trong | C1, C2, C3 | cơ dài đầu |
| Các nhánh cơ            | Nhóm trong | C2, C3, C4 | cơ dài cổ |
| Các nhánh cơ            | Nhóm trong | C2, C3 | Rễ dưới quai cổ: tất cả các cơ dưới móng, trừ cơ giáp - móng |
| Các nhánh cơ            | Nhóm trong | C3, C4, C5 | thần kinh hoành |
| Các nhánh cơ            | Nhóm ngoài | C2, C3, C4 | cơ ức - đòn - chũm |
| Các nhánh cơ            | Nhóm ngoài | C2 | cơ thang |
| Các nhánh cơ            | Nhóm ngoài | C3, C4 | cơ nâng vai |
| Các nhánh cơ            | Nhóm ngoài | C3, C4 | cơ bậc thang giữa |

Ngoài ra, thần kinh tai trước tách ra từ nhánh sau của C2, C3 và thần kinh tai sau tách ra từ nhánh sau của C3, C4.